# Campeonato Sergipano de Futebol de 1997
O Campeonato Sergipano de Futebol de 1997 foi a 74º edição da divisão principal do campeonato estadual de Sergipe. O campeão foi o Itabaiana que conquistou seu 8º título na história da competição. O artilheiro do campeonato foi Paulo Sérgio Adocica, jogador do Itabaiana, com 27 gols marcados.
Esse foi o oitavo título do Tricolor da Serra, quebrando uma sequência de 6 títulos seguidos do Sergipe, que havia sido hexacampeão de 1991 a 1996.
A fase final do campeonato foi constituída de um triangular entre as três maiores equipes do futebol sergipano, que também foram as melhores classificadas nas fases anteriores: Sergipe, Confiança e Itabaiana.
O Itabaiana chegara desacreditado na fase final, pois havia conseguido a vaga aos trancos e barrancos, mas no triangular final mostrou sua verdadeira força, ganhando todos os 4 clássicos decisivos, dentro e fora de casa.

## A "Final"
O contexto era dramático. O Itabaiana não era campeão desde 1982, ano em que sagrou-se pentacampeão estadual (78/79/80/81/82) e o Confiança estava em jejum desde 1990. Até que no dia 11 de dezembro, o time proletário recebeu o Tricolor Serrano no Batistão lotado pelas duas torcidas. Pedro Costa, aos 16 minutos do primeiro tempo, aproveitando-se de um cruzamento perfeito de Ademir, mandou de cabeça pro fundo do gol azulino. O desespero proletário aumentava e a chance do empate apareceu no segundo tempo em cobrança de penalty, mas o zagueiro Váldson perdeu a cobrança. Era o fim de 15 anos de jejum do Ita.

## Equipes participantes
| - Associação Desportiva Confiança (Aracaju) - Associação Atlética Guarany (Porto da Folha) - Associação Olímpica de Itabaiana (Itabaiana) - Centro Sportivo Maruinense (Maruim) | - Olímpico Esporte Clube (Itabaianinha) - Olímpico Futebol Clube (Aracaju) - Club Sportivo Sergipe (Aracaju) - Vasco Esporte Clube (Aracaju) |

## Triangular Final
| 20 de Novembro, 1997 | Confiança | 1 – 1 | Sergipe | Batistão |
|                      |           |       |         |          |

| 23 de Novembro, 1997 | Sergipe | 2 – 3 | Itabaiana | Batistão |
|                      |         |       |           |          |

| 27 de Novembro, 1997 | Itabaiana | 2 – 1 | Confiança | Presidente Médici |
|                      |           |       |           |                   |

| 30 de Novembro, 1997 | Sergipe | 1 – 2 | Confiança | Batistão |
|                      |         |       |           |          |

| 4 de Dezembro, 1997 | Itabaiana | 3 – 0 | Sergipe | Presidente Médici |
|                     |           |       |         |                   |

| 11 de Dezembro, 1997 | Confiança | 0 – 1 | Itabaiana | Batistão |
|                      |           |       |           |          |

## Premiação
| Campeonato Sergipano de 1997  |
| Itabaiana                     |
| ----------------------------- |
| Itabaiana Campeão (8º título) |